# Разуваева, Анастасия Илларионовна
Анастасия Илларионовна Разуваева (род. 1929) — доярка, передовик сельскохозяйственного производства, Герой Социалистического Труда (1966), агитатор.
Родилась в деревне Афанасово. С 1942 года работала в колхозе.
С 1948 года работала дояркой, оператором машинного доения совхоза (госплемзавода) «Кудиново» Малоярославецкого района Калужской области.
В 1961 году решением президиума обкома профсоюза и областного управления сельского хозяйства награждена значком «Отличник социалистического соревнования сельского хозяйства РСФСР».
В середине 1960-х была одним из инициаторов введения на ферме двухсменного графика работы. «Двухсменка» позволила за счет улучшения условий труда увеличить нагрузку на оператора и повысить производительность.
В 1966 году Анастасии Разуваевой присвоено звание Героя Социалистического Труда.
В 2013 году проживала в селе Кудиново.